# Vitória Constance Mary Somerset
Vitória Constance Mary Somerset, Duquesa de Beaufort (nascida Princesa Maria de Teck; 12 de junho de 1897 - 23 de junho de 1987) foi a filha mais velha do Adolphus Cambridge, 1.º Marquês de Cambridge e de Margaret Cambridge.

## Biografia
Mary nasceu em White Lodge, Richmond Park. Ela foi batizada com o nome de Maria von Teck e em 1917 seu nome foi mudado legalmente para Mary Cambridge quando seu pai renunciou a todos os seus títulos alemães.
Ela era uma dama de honra no casamento do príncipe Alberto, Duque de Iorque, e lady Isabel Bowes-Lyon em 3 de maio de 1923.
Ela se casou com o Henry Somerset, Marquês de Worcester, depois, 10.º Duque de Beaufort, em 14 de junho 1923, Londres, e tornou-se Marquesa de Worcester e posteriormente, Duquesa de Beaufort em 1924. Eles não tinham nenhum filho.
Mary foi investida como Comandante da Venerável da Ordem do Hospital de São João de Jerusalém (C.St.J.). Ela morreu em 1987, aos 90 anos no Badminton House, Gloucestershire e está enterrada no St Michael and All Angels Church.

## Títulos
- 12 de junho de 1897 - 1917: Sua Alteza a princesa Maria de Teck
- 1917 - 1917: Senhorita Mary Cambridge
- 1917 - 14 de junho de 1923: lady Mary Cambridge
- 14 de junho de 1923 - 24 de novembro 1924: Marquesa de Worcester
- 24 de novembro de 1924 - 5 de fevereiro de 1984: Sua Graça a Duquesa de Beaufort
- 5 de fevereiro de 1984 - 23 de junho de 1987: Sua Graça a duquesa viúva de Beaufort